# Araneus bonsallae
Araneus bonsallae là một loài nhện trong họ Araneidae.
Loài này thuộc chi Araneus. Araneus bonsallae được Henry Christopher McCooki miêu tả năm 1894.